# Ortiz vs. Shamrock 3: The Final Chapter
Ortiz vs. Shamrock 3: The Final Chapter ou UFC Fight Night 6.5 foi um evento de artes marciais mistas promovido pelo Ultimate Fighting Championship, ocorrido em 10 de outubro de 2006 no Seminole Hard Rock Hotel and Casino, em Hollywood (Flórida), nos Estados Unidos.
O evento marcou o fim da trilogia entre Tito Ortiz e Ken Shamrock.

## Bônus da Noite
- Luta da Noite:  Matt Hamill vs.  Seth Petruzelli
- Nocaute da Noite:  Tito Ortiz
- Finalização da Noite:  Jason MacDonald